# Кэткарт, Уильям Шоу, 1-й граф Кэткарт
Уильям Шоу Кэткарт, 1-й граф Кэткарт (англ. William Schaw Cathcart, 1st Earl Cathcart; 17 сентября 1755, Лондон, — 16 июня 1843, Глазго) — британский генерал и дипломат.

## Биография
Родился в Питершеме, Лондон 17 сентября 1755 года в семье Чарльза Кэткарта, 9-го лорда Кэткарт и его жены Энн Гамильтон.
В 1771 году он отправился в Санкт-Петербург, где его отец, генерал армии, был послом.
С 1773 по 1777 год изучал право в университете Глазго, после чего был призван в шотландскую адвокатуру.
После смерти отца унаследовал несколько владений, включая поместье Шаупарк близ Саучи, где его отец поручил Роберту Адаму перестроить усадебный дом, но работы были не завершены после смерти отца.
Участвовал в войне за независимость США, в походах против Французской республики и Наполеоновских войнах.
В 1777 году он получил назначение в 7-й драгунский полк. Отправившись в Америку в 1777 году, он ещё до окончания своей первой кампании дважды получил повышение на поле боя. Он перевелся в 17-й легкий драгунский полк. В 1778 году он ещё больше отличился на аванпостах, а в битве при Монмуте командовал Британским легионом, добившись заметного успеха; некоторое время он также исполнял обязанности генерал-квартирмейстера войск в Америке. Он вернулся на родину в 1780 году, а в феврале 1781 года был произведен в капитаны и подполковники в Колдстримской гвардии.
В сентябре 1784 года Кэткарт организовал первый официальный матч по крикету в Шотландии на территории Шоупарка и заказал семейный портрет Дэвида Аллана в память об этом событии.
В 1788 году он был избран представительным пэром Шотландии, а в 1792 году стал полковником 29-го пехотного полка.
В 1807 году под его командованием находились отправленные в Копенгаген сухопутные войска; датское правительство допустило их высадку, но отказалось выдать свой флот, вследствие чего Кэткарт начал бомбардировку беззащитного города.
В 1812 году Кэткарт отправлен посланником в Россию и в свите Александра I совершил походы 1813 и 1814 годов.
9 сентября 1813 года награждён орденом св. Георгия 4-й степени (№ 2643 по списку Григоровича — Степанова).
16 сентября 1813 года награждён орденом Св. Андрея Первозванного.